# دوري جزر المالديف لكرة القدم
دوري جزر المالديف لكرة القدم هي مسابقة كرة القدم بين أندية جزر المالديف.
البطل الحالي هو نادي نيو راديانت.